# Andreas Hölscher
Andreas Hölscher (* 23. November 1962 in Düsseldorf) ist ein deutscher Generalarzt a. D.

## Militärische Laufbahn
Beförderungen
- 1993 Stabsarzt
- 1995 Oberstabsarzt
- 1999 Oberfeldarzt
- 2008 Oberstarzt
- 2015 Generalarzt

Andreas Hölscher trat 1982 in die Bundeswehr ein und absolvierte seine Grundausbildung in Budel in den Niederlanden. Danach wurde er Sanitätsunteroffizier beim Pionierbataillon 110 in Minden, 1985 folgte die Offiziersausbildung an der Sanitätsakademie der Bundeswehr in München und von 1985 bis 1991 ein Studium der Humanmedizin in seiner Geburtsstadt Düsseldorf. Ab 1991 schloss sich die klinische Ausbildung am Bundeswehrzentralkrankenhaus Koblenz an und 1993 die Approbation und Promotion zum Doktor der Medizin.
Im Anschluss wurde Hölscher Truppenarzt in der Luftwaffensanitätsstaffel in Köln-Wahn, ein Jahr später wurde er Chef der Luftwaffensanitätsstaffel des NATO-E-3A-Verbandes in Geilenkirchen und ging 1997 für ein Medical Observer Training nach El Paso in Texas. 1998 wurde er Arzt im Flugmedizinischen Institut der Luftwaffe in Fürstenfeldbruck, 1999 Referent beim Inspekteur des Sanitätsdienstes im Bundesministerium der Verteidigung in Bonn und noch im gleichen Jahr Fliegerarzt beim Jagdbombergeschwader 34 „A“ in Memmingen.
Bereits 2000 übernahm er als Kommandeur die Lehrgruppe B an der Sanitätsakademie der Bundeswehr und wurde 2001 Dezernatsleiter beim Sanitätskommando III in Weißenfels, 2002 Kommandeur des Sanitätsregiments 13 in Halle an der Saale und 2003 Kommandeur des Sanitätsregimentes 32, wiederum in Weißenfels. 2005 wechselte Hölscher als Pressesprecher des Sanitätsdienstes der Bundeswehr zum Pressestab des Bundesministeriums der Verteidigung nach Berlin und ging 2007 als Leiter des Fachsanitätszentrums nach Hannover. 2010 wurde er Chef des Stabes im Sanitätskommando I in Kiel und 2013 Chef des Stabes des Kommando Sanitätsdienstliche Einsatzunterstützung in Weißenfels.

### Dienst als General
Ab Juli 2015 war er stellvertretender Kommandeur des Kommando Sanitätsdienstliche Einsatzunterstützung und Inspizient für Reservistenangelegenheiten im Zentralen Sanitätsdienst der Bundeswehr und wurde im gleichen Jahr zum Generalarzt befördert. Den Dienstposten als Inspizient für Reservistenangelegenheiten übergab er im Juni 2019 an Oberst d. R. Uwe Armin Schmidt, den Dienstposten als Stellvertretender Kommandeur des Kommando Sanitätsdienstliche Einsatzunterstützung zum 1. Juli 2019 an Generalarzt Bruno Most. Nach einer Tätigkeit im Kommando Sanitätsdienst war Hölscher zuletzt an der Sanitätsakademie der Bundeswehr eingesetzt.
Im November 2024 wurde er in den Ruhestand versetzt.

### Auslandseinsätze
- 1996 IFOR – Rettungszentrum der Luftwaffe in Piacenza
- 2000 KFOR – Fliegerarzt gemischte Heeresfliegerabteilung Toplicane
- 2002/2003 KFOR – Joint Medical Multinational Brigade (Southwest) Prizren
- 2004 KFOR – stellvertretender Kommandeur Sanitätseinsatzverband und General Medical Multinational Brigade (Southwest) Prizren
- 2010 KFOR – Kommandeur Sanitätseinsatzverband und leitender Sanitätsoffizier des deutschen Einsatzkontingentes Prizren
- 2014/2015 KFOR – Chief Joint Medical Headquarters KFOR und Medical Advisory Commander KFOR sowie dienstältester deutscher Offizier des deutschen Anteils im Hauptquartier     KFOR während des 39. / 40. Deutschen Einsatzkontingentes KFOR

### Auszeichnungen
- Ehrenkreuz der Bundeswehr in Gold und Silber
- Einsatzmedaille der Bundeswehr IFOR (Bronze) / NATO-Medaille FORMER YUGOSLAVIA
- Einsatzmedaille der Bundeswehr KFOR (Silber) / NATO-Medaille KFOR
- Einsatzmedaille der italienischen Armee KFOR
- Einsatzmedaille Fluthilfe 2002 und 2013